# Nuncjatura Apostolska w Paragwaju
Nuncjatura Apostolska w Paragwaju – misja dyplomatyczna Stolicy Apostolskiej w Paragwaju. Siedziba nuncjusza apostolskiego mieści się w Asunción. Obecnym nuncjuszem jest Włoch abp Eliseo Ariotti. Pełni on swą funkcję od 5 listopada 2009. Nuncjusz apostolski pełni tradycyjnie godność dziekana korpusu dyplomatycznego akredytowanego w Paragwaju od momentu przedstawienia listów uwierzytelniających.

## Historia
W XIX powstała Delegatura Apostolska w Paragwaju. W 1920 papież Benedykt XV utworzył nuncjaturę apostolską. Do 1939 nuncjuszem apostolskim w Paragwaju był nuncjusz w Argentynie, który rezydował w Buenos Aires, a następnie do 1941 nuncjusz w Urugwaju. Nuncjusze rezydują w Paragwaju od 1946.

## Nuncjusze apostolscy
- abp Alberto Vassallo-Torregrossa (1920 - 1922) Włoch; nuncjusz apostolski w Argentynie
- abp Giovanni Beda Cardinale OSB (1922 - 1925) Włoch; nuncjusz apostolski w Argentynie
- abp Filippo Cortesi (1926 - 1936) Włoch; nuncjusz apostolski w Argentynie
- abp Giuseppe Fietta (1936 - 1939) Włoch; nuncjusz apostolski w Argentynie
- abp Albert Levame (1939 - 1941) Monakijczyk; nuncjusz apostolski w Urugwaju
- abp Liberato Tosti (1946 - 1948) Włoch
- abp Federico Lunardi (1949 - 1954) Włoch
- abp Luigi Punzolo (1954 - 1957) Włoch
- abp Carlo Martini (1958 - 1963) Włoch
- abp Vittore Ugo Righi (1964 - 1967) Włoch
- abp Antonio Innocenti (1967 - 1973) Włoch
- abp Joseph Mees (1973 - 1985) Belg
- abp Georg Zur (1985 - 1990) Niemiec
- abp José Sebastián Laboa Gallego (1990 - 1995) Hiszpan
- abp Lorenzo Baldisseri (1995 - 1999) Włoch
- abp Antonio Lucibello (1999 - 2005) Włoch
- abp Orlando Antonini (2005 - 2009) Włoch
- abp Eliseo Ariotti (2009 - 2023) Włoch
- abp Vincenzo Turturro (2023 - nadal) Włoch